# Distrikt Huamanquiquia
Der Distrikt Huamanquiquia liegt in der Provinz Víctor Fajardo in der Region Ayacucho in Südzentral-Peru. Der Distrikt besitzt eine Fläche von 72,5 km². Beim Zensus 2017 wurden 1138 Einwohner gezählt. Im Jahr 1993 lag die Einwohnerzahl bei 1170, im Jahr 2007 bei 1271. Sitz der Distriktverwaltung ist die 3350 m hoch gelegene Ortschaft Huamanquiquia mit 513 Einwohnern (Stand 2017). Huamanquiquia liegt etwa 22 km westlich der Provinzhauptstadt Huancapi.

## Geographische Lage
Der Distrikt Huamanquiquia liegt im Andenhochland westzentral in der Provinz Víctor Fajardo. Der Río Caracha fließt entlang der westlichen Distriktgrenze nach Norden und mündet im äußersten Norden des Distrikts in den nach Osten strömenden Río Pampas.
Der Distrikt Huamanquiquia grenzt im Westen an den Distrikt Sarhua, im Nordosten an den Distrikt Alcamenca, im Südosten an den Distrikt Huancaraylla sowie im Süden an den Distrikt Carapo (Provinz Huanca Sancos).

## Ortschaften
Neben dem Hauptort gibt es folgende größere Ortschaften im Distrikt:
- Nazaret de Uchu
- San Juan de Patara
- Tinca (214 Einwohner)